# Oswald Körte
Friedrich Carl Oswald Körte (* 27. August 1852 in Flatow; † 27. August 1924 in Berlin) war ein preußischer Major, Musikwissenschaftler und Komponist.

## Leben
Oswald Körte entstammte der niedersächsischen Familie Körte; er war ein Sohn des Geheimen Oberregierungsrates beim Reichseisenbahnamt Hermann Körte (1819–1891) und dessen Ehefrau Marie, geborene Oswald. Dem Wunsch, sich im Beruf mit Musik zu befassen, konnte er auf Drängen des Vaters nicht nachkommen. Nach dem Gymnasium in Glogau, trat er während des Krieges gegen Frankreich am 13. August 1870 in das 4. Posensche Infanterie-Regiment Nr. 59 der Preußischen Armee ein und wurde Ende Oktober 1870 zum Ersatz-Bataillon im 3. Posenschen Infanterie-Regiment Nr. 58 versetzt. Bis Anfang März 1872 avancierte Körte zum Sekondeleutnant und war von Juni 1874 bis Juli 1876 als Adjutant des Bezirkskommandos Kosten kommandiert. Ab Oktober 1877 absolvierte er zur weiteren Ausbildung für drei Jahre die Kriegsakademie in Berlin. Ab August 1881 diente Körte als Regimentsadjutant, stieg zum Premierleutnant auf und wurde im Mai 1884 zur Dienstleistung bei Großen Generalstab kommandiert. Ende November 1884 erfolgte seine Versetzung in das 4. Pommersche Infanterie-Regiment Nr. 21, dem er am 17. April 1886 à la suite gestellt, und als Adjutant der 23. Infanterie-Brigade kommandiert wurde. Unter Belassung in diesem Kommando wurde Körte Mitte April 1887 in das 2. Niederschlesische Infanterie-Regiment Nr. 47 versetzt und Ende Mai 1887 zum Hauptmann befördert. Mit der Ernennung zum Kompaniechef im 1. Schlesischen Grenadier-Regiment Nr. 10 trat er am 19. Januar 1888 in den Truppendienst zurück. Vom 15. Oktober 1889 bis zum 28. März 1892 war Körte unter Stellung à la suite seines Regiments zum Nebenetat des Großen Generalstabes kommandiert und wurde anschließend als Kompaniechef in das Oldenburgische Infanterie-Regiment Nr. 91 versetzt. Unter Beförderung zum Major wurde Körte am 27. Januar 1895 dem Infanterie-Regiment „Freiherr von Sparr“ (3. Westfälisches) Nr. 16 aggregiert und versah von Mitte Juni 1896 bis Ende März 1897 Dienst im 5. Rheinischen Infanterie-Regiment Nr. 65. Mit der Bildung des Infanterie-Regiments Nr. 160 war Körte anschließend Kommandeur des I. Bataillons in Diez. Am 22. März 1898 wurde ihm sein Abschied mit Pension sowie der Aussicht auf Anstellung im Zivildienst bewilligt. Gleichzeitig erhielt er die Berechtigung zum Tragen der Regimentsuniform.
Mit 46 Jahren zog er nach Berlin, um sich der Musik zu widmen. Er studierte an der Friedrich-Wilhelms-Universität Berlin bei Wilhelm Dilthey, Oskar Fleischer, Max Friedlaender, Ludwig Geiger, Friedrich Paulsen, Erich Schmidt, Carl Stumpf und Karl Weinhold. 1901 wurde er an der Philosophischen Fakultät zum Dr. phil. promoviert mit dem Thema Laute und Lautenmusik bis zur Mitte des 16. Jahrhunderts. Diese Dissertation wird noch heute in der Musikwissenschaft zitiert und wurde zuletzt 2016 neu aufgelegt. Körte war weiter in Berlin ansässig, nun als Musikwissenschaftler. Daneben war er Komponist von Singspielen und schrieb die Musik zu Werken etwa von Hans Christian Andersen und Joseph Victor von Scheffel.
Oswald Körte war ab 1881 verheiratet mit Hedwig Hammacher (1860–1934), einer Tochter von Friedrich Hammacher, Jurist, Reichstagsabgeordneter und Wirtschaftsführer. Das Paar hatte sechs Kinder. Die Tochter Anna Dorothea Körte (1892–1967) heiratete den Maler Alfred Partikel. 1904 ließ Körte in Ahrenshoop in der Dorfstraße 42 die „Villa Körte“ bauen. Körte war 1904 neben Otto Kaysel, Adolf Miethe und Paul Müller-Kaempff Mitbegründer und langjähriges Vorstandsmitglied des Ahrenshooper Vereins für gemeinnützige Zwecke, im Volksmund „Verschönerungsverein“ genannt.

## Schriften (Auswahl)
- Laute und Lautenmusik bis zur Mitte des 16. Jahrhunderts. Unter besonderer Berücksichtigung der deutschen Lautentabulatur. Breitkopf & Härtel, Leipzig 1901, Inaugural-Dissertation (Digitalisat archive.org). Unveränderte Nachdrucke: 1968 und 1974.
 Neuauflage (Classic Reprint): Forgotten Books, 2016, ISBN 978-1-332-63116-2
 auch abgedruckt in Beihefte der Internationalen Musikgesellschaft. Erste Folge: 1901–1903. Nr. 3.

Komponist
- Prinzessin und Schweinehirt. Oper für die Jugend in drei Aufzügen nach H. C. Andersen, Partitur für Soli, Chor und Orchester, Ries & Erler, Berlin 1902.
- Wanderstimmungen. Partitur, Trio für Violine, Bratsche und Violoncello, N. Simrock, Berlin 1904.
- Das Lied von Ahrenshoop. Text und Musik, 1908.
- Ausfahrt. Gedicht von J. v. Scheffel, Partitur für vierstimmigen gemischten Chor (oder einstimmig mit Klavier-Begleitung), 1909
- Hermann und Friedrich Körte in den Kriegsjahren 1914, 1915. mit Hedwig Körte, 1916.